# Yōsuke Saitō
Yōsuke Saitō (斎藤 陽介?, Saitō Yōsuke; Tokyo, 7 aprile 1988) è un ex calciatore giapponese, di ruolo attaccante.

## Carriera

### Club
Ha giocato nella massima serie dei campionati giapponese, singaporiano, lettone, bielorusso ed estone.